# Тарханова Глафіра Олександрівна
Глафіра Олександрівна Тарханова (нар. 9 листопада 1983, Електросталь, Московська область, РРФСР, СРСР ) — російська акторка театру і кіно.

## Біографія
Народилася 9 листопада 1983 року в Електросталі (Московська область) у родині акторів лялькового театру. У неї є брат Мирон і сестра Ілларія. Після школи вступила до школи Галини Вишневської на відділення оперного співу, яку закінчила у 2001 році. У 2005 році закінчила акторський факультет школи-студії МХАТ (курс Костянтина Райкіна).
З 2002 року акторка грає в театрі «Сатирикон».
У 2008 році закінчила МГУ, отримавши другу вищу освіту (психологія).

### Особисте життя
Чоловік — актор Державного академічного Малого театру Олексій Фаддєєв,
- син — Корній (нар. 7 лютого 2008)
- син — Єрмолай[6] (нар. 9 листопада 2010)
- син — Гордій[7] (нар. 2 листопада 2012)
- син — Никифор (нар. 19 вересня 2017 року)[8][9].

## Творчість
З 2002 року є артисткою театру «Сатирикон». У 2003 році отримала премію «Дебюти Москви» за роль Поліньки в постановці «Прибуткове місце», критика високо оцінила її роботу і назвала «молодою Бабановою». У 2004 році отримала нагороду «Кришталева Турандот» за роль у постановці «Річард III».
В кіно дебютуввла в 2003 році у фільмі «Театральний блюз», але популярність прийшла в 2006 році з виходом серіалу «Громови». У 2005 році була змушена відмовитися від головної ролі у фільмі «Людина-амфібія» через зайнятість у театрі.
У 2009 році знялася для благодійного календаря «Російський силует».
У 2015 році отримала премію «Femme Fatale — Фатальна жінка року».
У 2016 році була ведучою програми «Врятуйте мою дитину».
30 вересня 2017 року здобула перемогу у другому фестивалі кіно, культури і мистецтва «Амурська осінь в провінції Ляонін» в номінації «Найкраща жіноча роль» за роль у фільмі «Дивна баба». У жовтні взяла участь в арт-проєкті «Semita portus: одкровення в особах і словах».

## Ролі в театрі
- «Гроші» — Настя[20][21]
- «Маскарад» — Ніна[22]
- «Прибуткове місце» — Полінька
- «Шантеклер» — Метелик, Совка[23]
- «Ай да Пушкін...»
- «Король Лір» — Корделія
- «Річард III» — леді Анна
- «Колесо Фортуни» — Анка[2]
- «Чоловічий аромат»[24]
- «Приборкання» — Б'янка[25]
- «Обережно, жінки!»[26]
- «Козеня в молоці»[27]
- «Одного разу двічі» — Вона[28]
- «Тайга»
- «Тато, мама я і Офелія... або Мій тато — КВН-щик»

## Фільмографія
| Рік       |     | Назва                                                      | Роль                                         |    |
| --------- | --- | ---------------------------------------------------------- | -------------------------------------------- | -- |
| 2003      | ф   | Театральний блюз                                           | Фіона Богуславська                           | ру |
| 2004      | кф  | Жарт                                                       | Надійка                                      | ру |
| 2005      | с   | Загибель імперії                                           | Таня Зайцева                                 | ру |
| 2005      | ф   | Казароза                                                   | попутниця                                    | ру |
| 2006      | ф   | Біси                                                       | Ліза                                         | ру |
| 2006      | с   | Головний калібр                                            | Людмила                                      | ру |
| 2006      | с   | Громови (телесеріал)                                       | Настя Громова                                | ру |
| 2006      | ф   | Коханці                                                    | Діна                                         | ру |
| 2006      | ф   | Хроніка пекла                                              | Людмила                                      | ру |
| 2006      | ф   | Пороки та їхні прихильники                                 | Марія Тюріна                                 | ру |
| 2006      | кф  | Сіленьсіо                                                  |                                              | ру |
| 2007      | с   | Три дні в Одесі / Олександрівський сад 2                   | Майя                                         | ру |
| 2007      | тф  | Жіноча дружба                                              | Наташа                                       | ру |
| 2007      | с   | Морозов                                                    | Юля Морозова                                 | ру |
| 2007      | с   | Служба довіри                                              | Лариса                                       | ру |
| 2007      | с   | Терміново в номер                                          | Валентина                                    | ру |
| 2008      | с   | Полювання на Берію / Олександрівський сад 3                | Майя Кольцова                                | ру |
| 2008      | с   | Мереживо                                                   | Євгенія Вершиніна                            | ру |
| 2008      | с   | Терміново в номер 2                                        | Валентина                                    | ру |
| 2009      | тф  | Чужі душі                                                  | Жанна                                        | ру |
| 2010      | док | Прибуткове місце / Костянтин Райкін. Театр суворого режиму | Полінька                                     | ру |
| 2010      | с   | Застиглі депеші                                            | Даш Майер                                    | ру |
| 2010      | тф  | Шлях до себе                                               | Рада Свєтлова                                | ру |
| 2010      | ф   | З привітом, Козаностра                                     | Тамара Чернишова                             | ру |
| 2010      | ф   | Три жінки Достоєвського                                    | Аполлінарія Суслова                          | ру |
| 2010      | с   | Колір полум'я                                              | Аліна                                        | ру |
| 2010      | тф  | Квіти від Лізи                                             | Ліза                                         | ру |
| 2011      | тф  | Біла ворона                                                | Дуня                                         | ру |
| 2011      | ф   | Ця жінка до мене                                           | Настя Рогожкіна                              | ру |
| 2011      | тф  | Найкращий друг сім'ї                                       | Віра Андрєєва в молодості / Таня, дочка Віри | ру |
| 2011      | ф   | Чужі крила                                                 | Поліна Сергіївна Рудакова                    | ру |
| 2012      | с   | Розлучення                                                 | Наташа Герасимова                            | ру |
| 2012      | с   | Серце не камінь                                            | Антоніна Погодіна                            | ру |
| 2013      | с   | Береги моєї мрії                                           | Олена Колмогорова                            | ру |
| 2013      | ф   | Два Івана                                                  | Ольга Круглова                               | ру |
| 2013      | тф  | Перевірка на любов                                         | Надя Бурякова                                | ру |
| 2013      | с   | Сімейне щастя                                              | Варя                                         | ру |
| 2013      | ф   | Собачий рай                                                | Катя                                         | ру |
| 2013      | тф  | Щасливий маршрут                                           | Женя                                         | ру |
| 2014-2015 | с   | Рік у Тоскані                                              | Марина Фарба                                 | ру |
| 2014      | ф   | Золота наречена                                            | Надя                                         | ру |
| 2014      | с   | Кураж                                                      | Віра                                         | ру |
| 2014      | ф   | Тато для Софії                                             | Рита Сєрова                                  | ру |
| 2014      | ф   | Слабка жінка                                               | Людмила Щербакова                            | ру |
| 2015      | с   | Зради                                                      | Дарина Щукіна                                | ру |
| 2015      | с   | По секрету всьому світові                                  | Нюта Любимова                                | ру |
| 2016      | с   | Лист надії                                                 | Віра Краснова                                | ру |
| 2017      | с   | Любити і вірити                                            | Світлана                                     | ру |
| 2017      | ф   | Блюз для вересня                                           | Наташа Ісаєва                                | ру |
| 2017      | с   | Благі наміри                                               | Інга                                         | ру |
| 2017      | с   | Перехрестя                                                 | Аліса Алексєєва                              | ру |
| 2017      | кф  | Чудна баба                                                 |                                              | ру |
| 2018      | с   | Синичка                                                    | Уляна Ігорівна Синіцина, психологиня         | ру |
| 2018      | с   | Синичка 2                                                  | Уляна Ігорівна Синіцина, психологиня         | ру |
| 2018      | с   | Третій мусить піти                                         | Ліза Андрєєва                                | ру |
| 2018      | ф   | Вислизаюче життя                                           | Альбіна Віленська                            | ру |
| 2018      | ф   | Куди тече море                                             | мама Таїсії                                  | ру |
| 2019      | с   | Відьма                                                     | Софія                                        | ру |
| 2019      | с   | Паромниця (у виробництві)                                  | Надія Титова                                 | ру |
| 2019      | ф   | Наші мами (у виробництві)                                  |                                              | ру |